# Infračervená astronomie

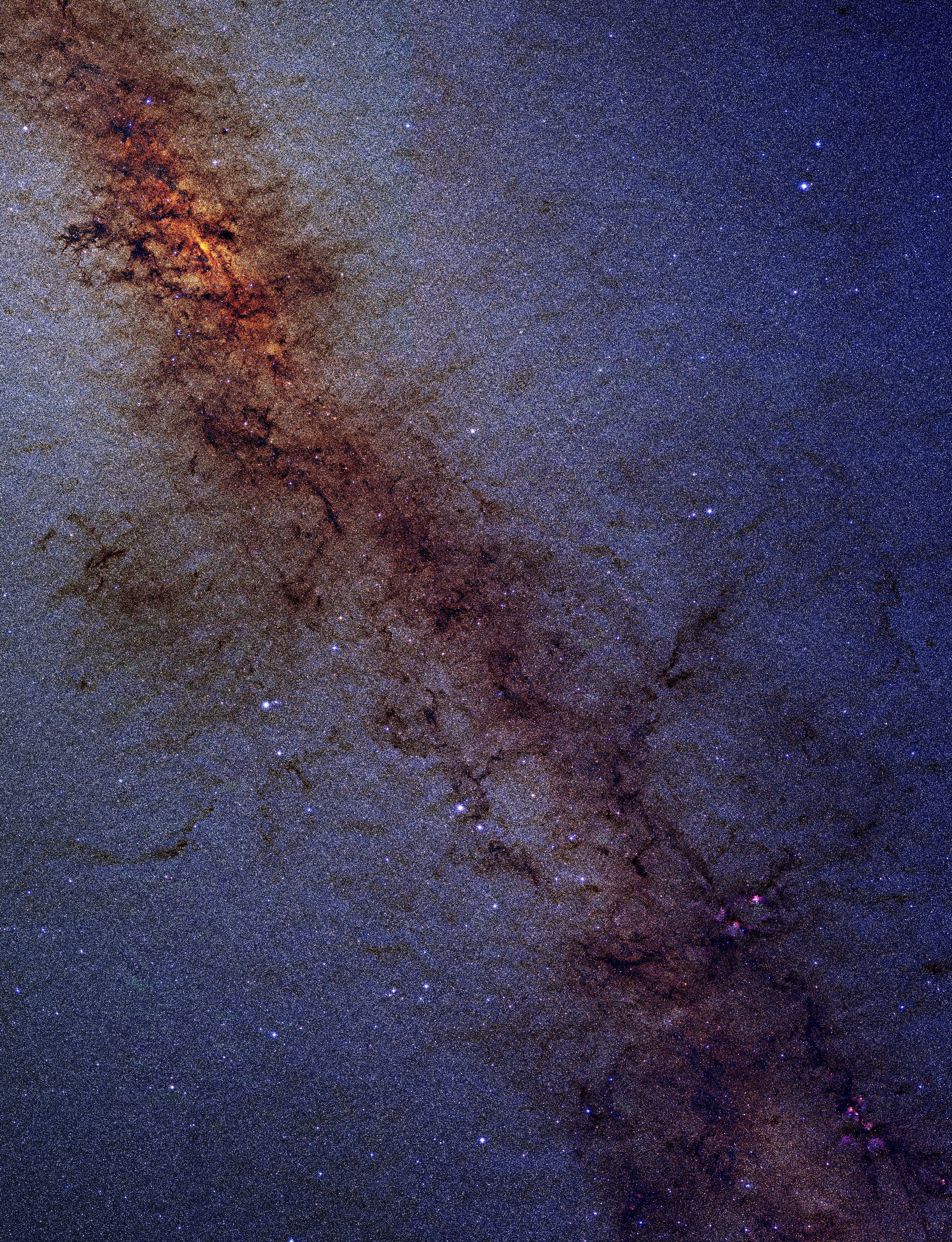
Fotografie středu naší Galaxie pořízená v infračervené oblasti spektra

Infračervená astronomie je oborem astronomie a astrofyziky, který zkoumá objekty viditelné v infračerveném záření (IR = Infrared). Rozsah viditelného světla se nachází mezi λ=400 nm (modré) až λ=700 nm (červené). Záření o vlnové délce větší než 700 nm, které je však kratší než mikrovlny se nazývá infračervené záření; jeho vzdálená část (blízká mikrovlnám) se někdy označuje jako submilimetrové vlny. Astronomové často řadí infračervenou astronomii do optické astronomie, jelikož při svých výzkumech využívá stejné nebo podobné optické komponenty (zrcadla, čočky apod.).
V infračerveném záření se ve sluneční soustavě studuje Slunce, ale září v něm také všechny planety. Mimo sluneční soustavu se infračervenou astronomií studují především velmi chladná místa vesmíru: rodící se hvězdy nebo planety, z mezihvězdné hmoty pak plynová a prachoplynová mračna.

## Objev
Zanedlouho poté, co Isaac Newton použil skleněného hranolu k rozštěpení bílého světla na barevné spektrum, bylo roku 1800 slavným britským astronomem Williamem Herschelem zjištěno, že část svazku světla ze Slunce s největší teplotou překročila konec červené části spektra. Tyto „žhavé paprsky“ dokonce tvořily i spektrální čáry.
Roku 1856 bylo infračervené záření detekováno skotským astronomem Charlesem Piazzi Smythem i v měsíčním svitu.

## Moderní infračervená astronomie
Infračervené záření, které se svou vlnovou délkou blíží viditelné části světla, se mu i svým chováním do značné míry podobá - může být tedy i detekováno podobnými zařízeními jako viditelné světlo. Z tohoto důvodu se blízké IR záření včleňuje do viditelného optického spektra - většina teleskopů je tedy schopna provádět pozorování i v „blízkém“ IR spektru. Vzdálenější části IR spektra musí již být pozorovány speciálními teleskopy jako je např. James Clerk Maxwell Telescope v Mauna Kea Observatory.
Tak jako ostatní formy elektromagnetického záření je i to infračervené vědci využíváno pro hlubší zkoumání vesmíru. Jelikož má IR záření vysokou teplotu, je nutné, aby byl teleskop při jeho pozorování stíněn a navíc ochlazován tekutým dusíkem (LN2) nebo heliem (LHe). Nejvíce se tato nutnost projevuje ve střední až vzdálené části IR spektra. Značné problémy při pozorování IR záření pozemními teleskopy působí vodní pára v zemské atmosféře, která absorbuje jeho značnou část. Z tohoto důvodu jsou tedy teleskopy umísťovány do míst s velkou nadmořskou výškou a nízkou vlhkostí vzduchu. Mezi observatoře, které jsou vybudovány na takovém místě patří Mauna Kea Observatory (4205 m n. m.) nebo Atacama Large Millimeter Array v Chile (5000 m n. m.).
Stejně tak, jak je tomu u optických teleskopů, je i pro infračervené teleskopy nejlepší umístění ve vesmíru. Mezi takové patří Hubbleův vesmírný dalekohled, který dokáže sledovat i IR část spektra, a Spitzerův vesmírný dalekohled, který je přímo určen pro pozorování infračerveného záření.
Mezi další metody pozorování patří také letadlové observatoře (pozorovací přístroje jsou umístěny na palubě letadla) jako jsou Stratospheric Observatory for Infrared Astronomy nebo Kuiper Airborne Observatory. Sledováním ve vysokých částech atmosféry (stratosféra) je totiž zmírněn negativní vliv vodní páry, která IR záření absorbuje.
Výborných výsledků je také dosahováno pozemskými astronomickými interferometry.

## Infračervená technologie
Jedním z nejčastějších typů IR detektorů, které se používají v teleskopech je tzv. HgCdTe (Mercury(II) cadmium(II) telluride, MCT). Tyto detektory velmi dobře pracují v rozsahu vlnových délek 0,6 až 5 mikrometrů. Pro sledování delších vlnových délek nebo pro pozorování s vyšší citlivostí se používají: detektory z polovodičů s malou šířkou zakázaného pásu, nízkoteplotní bolometry nebo čítače se supravodivým tunelovým přechodem.

## Astronomické infračervené spektrum
Ačkoliv dnes již lze z vesmíru zkoumat takřka všechny části infračerveného záření, přece jen je ještě stále mnoho pozorování prováděno ze zemského povrchu. Proto si astronomové vytvořili seznam „oken“ těch částí (pásem) IR spektra, pro které je zemská atmosféra „propustná“. Mezí hlavní propustná „okna“ patří
| Rozsah vlnových délek | Astronomická pásma               | Propustnost atmosféry                            |
| --------------------- | -------------------------------- | ------------------------------------------------ |
| (mikrometry)          |                                  |                                                  |
| od 1,1 do 1,4         | J                                | vysoká                                           |
| 1,5 až 1,8            | H                                | vysoká                                           |
| 2,0 až 2,4            | K                                | vysoká                                           |
| 3,0 až 4,0            | L                                | 3,0 až 3,5: dobrá; 3,5 až 4,0: vysoká            |
| 4,6 až 5,0            | M                                | nízká                                            |
| 7,5 až 14,5           | N                                | 8,0 až 9,0 a 10,0 až 12,0: dobrá; ostatní: nízká |
| 17,0 až 40,0          | 17,0 až 25,0: Q; 28,0 až 40,0: Z | velmi nízká                                      |
| 330,0 až 370,0        | submilimetrové                   | velmi nízká                                      |